# Kyoto (chanson)
Pistes de Bangarang
(5) Right on Time (7) Summit
Kyoto est une chanson par le producteur de musique électronique américain Skrillex. Il s'agit de la sixième piste de son cinquième EP Bangarang. C'est aussi la deuxième chanson en collaboration avec la rappeuse américaine Sirah. Musicalement, la chanson a des influences multiples de dubstep et d'electro house principalement, tout en comportant des éléments notables de musique hip-hop et de metal à l'aide de lourds rythmes de guitare déformé. La chanson a reçu des critiques généralement mixtes. En raison de fort téléchargement digital après la sortie de l'EP, la chanson s'est classée dans plusieurs pays, dont l'Australie, le Canada, le Royaume-Uni et aux États-Unis.

## Classement
| Classement (2012)                        | Meilleure position |
| ---------------------------------------- | ------------------ |
| Canada (Hot 100)                         | 59                 |
| États-Unis (Hot 100)                     | 74                 |
| États-Unis (Billboard Heatseekers Songs) | 5                  |